# La mariposa de oro
La mariposa de oro es una película muda dirigida en 1926 por Michael Curtiz. Es una coproducción entre Alemania, Austria y Dinamarca, basada en una obra de P. G. Wodehouse y filmada fundamentalmente en Inglaterra.

## Argumento
Una cajera de restaurante, enamorada del dueño, quiere dedicarse en realidad al baile. Todos los días, al terminar el trabajo acude a una academia para aprender baile. Un empresario promete convertirla en la mejor bailarina del mundo, por lo que deja el restaurante. En ese momento el dueño del restaurante le confiesa el amor que siente por ella, por lo que ella no sabe si decidirse por la falicidad en la vida que ya conoce o por su deseo de alcanzar la fama como bailarina.
Se decide por la danza, pero queda coja al caer en Londres desde un decorado, cuando interpretaba el papel de mariposa de oro. El empresario y el dueño del restaurante se disputarán el amor de la antigua bailarina, que ahora debe caminar con muletas.

## Reparto
- Hermann Leffler - MacFarland
- Lili Damita - Lilian
- Nils Asther - Andy
- Jack Trevor - Teddy Aberdeen
- Curt Bois - André Dubois
- Kurt Gerron - El comensal habitual
- Karl Platen - Tío Bill
- Ferdinand Bonn - Director de teatro
- Julius von Szöreghy - El cocinero

- Datos: Q7737013